# Sheranapis
Sheranapis es un género de arañas araneomorfas de la familia Anapidae. Se encuentra en Chile.

## Especies
Según The World Spider Catalog 12.0:
- Sheranapis bellavista Platnick & Forster, 1989
- Sheranapis quellon Platnick & Forster, 1989
- Sheranapis villarrica Platnick & Forster, 1989